# 盧欽西克
46°51′48″N 29°56′53″E / 46.86333°N 29.94806°E
盧欽斯凱（烏克蘭語：Лучинське）是位於烏克蘭西南部的村莊，由敖德萨州羅茲季利納區的斯捷潘尼夫卡市鎮負責管轄。該村始建於1836年，面積2.01平方公里，海拔高度11米，2001年人口593，人口密度每平方公里294.88人。